# Albert Ball
Albert Ball (Nottingham, Anglia, 1896. augusztus 14. – Annœullin, Franciaország, 1917. május 7.) angol vadászrepülő az első világháborúban.

## Élete
Az angliai Nottinghamben született, apja sikeres üzletember volt. Az első világháború kitörésekor csatlakozott a brit sereg 7. Robin Hood zászlóaljához a Sherwood Foresters ezredben. Még angliai tartózkodása alatt magánórákat vett repülésből Hendonban. 1915-ben azután a Royal Flying Corpshoz vezényelték, ahol megkapta a hivatalos pilótakiképzést is. 1916. január 26-án fejeződött be a kiképzése és három héttel később Franciaországba küldték 13. repülőszázadhoz. Az első gépe egy B.E.2c volt, de időnként Bristol Scouttal is repült. 1916 májusában a 11. repülőszázadhoz került, ahol F.E.2bs és Nieuport 11 gépekkel repült. Augusztusban a 11. repülőszázad egy részével együtt a 60. repülőszázadhoz vezényelték, ahol továbbfejlesztett Nieuport 17-esekkel repültek.
Ball harcmódszere az volt, hogy észrevétlenül alulról próbálta megközelíteni az áldozatát, amíg elég közel nem került ahhoz, hogy a repülőgép felső szárnyára Foster csúszósínre szerelt Lewis gépfegyverével, azt hátrahúzva, felfelé tüzeljen az ellenséges gép hasára.
A kezdeti légigyőzelmek után ő volt az első repülőpilóta, akinek a sikereire a brit közvélemény is felfigyelt. 1916 októberének közepén Angliába küldték pihenni, ahol elsők között tesztelhette az új RAF S.E.5 gépet. A S.E.5-ről Ballnak kezdetben egyáltalán nem volt jó véleménye, de a gép fejlesztését ennek ellenére folytatták, és az újonnan felállított 56. repülőezredet, aminek Ball lett a parancsnoka, ezekkel az új gépekkel szerelték fel, jóllehet Ball kritikái hatására bizonyos változtatásokat is végrehajtottak a gépen. Az 56. repülőezredet 1917 áprilisában vezényelték át Franciaországba, a frontra. Április 25. és május 6. között azután a kezdeti problémák ellenére 26 légicsatában diadalmaskodott Ball, ebből 11-ben az ellenséges gépet le is sikerült lőnie.
1917. május 7-én azonban rendkívül rossz látási viszonyok mellett kezdtek légi csatába több német géppel is. Az ütközet közben Ball tisztázatlan körülmények között lezuhant az ellenséges állások mögött S.E.5-ös gépével. A németek pár nappal később teljes katonai tiszteletadás mellett temették el.
Haláláig összesen 44 légicsatából tért vissza győztesen, amiért 1917. június 8-án megkapta a Viktória keresztet.